# یواس‌اس ایگر (ای‌ام-۲۲۴)
یواس‌اس ایگر (ای‌ام-۲۲۴) (به انگلیسی: USS Eager (AM-224)) یک کشتی بود که طول آن ۱۸۴ فوت ۶ اینچ (۵۶٫۲۴ متر) بود. این کشتی در سال ۱۹۴۴ ساخته شد.